# Boaz van de Beatz
Boaz de Jong (15 december 1988), beter bekend als Boaz van de Beatz, is een Nederlands muziekproducent, voornamelijk bekend als oprichter van het samenwerkingsverband Nouveau Riche in 2008. Sinds 2013 produceert hij achter de schermen voor Major Lazer.

## Carrière
Boaz produceert niet alleen voor de artiesten van Nouveau Riche. In 2010 produceerde hij een aantal nummers van de mixtape Hinderlijker van Negativ, in 2012 produceerde hij de hitsingle Nooit meer slapen van Yellow Claw en in 2014 was hij de uitvoerend producent op het album van Ronnie Flex, De nacht is nog jong, net als wij voor altijd. Zowel in 2011, 2012 als 2013 kreeg hij een State Award voor Beste Producer. 
Later ging Boaz meer internationaal te werk en produceerde in 2013 twee tracks voor Diplo's ep Revolution. Ook leverde hij bijdragen aan projecten van onder meer Justin Bieber, The Weeknd, Ariana Grande en Madonna.
Boaz' tweede ep, Horse Force, kwam op 3 maart 2015 uit onder Mad Decent. Op 28 augustus 2020 verscheen zijn solodebuut Shefa. De volledige plaat werd tijdens de COVID-19-pandemie opgenomen in Tel Aviv.

## Discografie

### Albums
- Shefa (2020)

### Ep's
- Flontie Stacks (2013)
- Horse Force (2015)

## Producties

### 2008

#### Negativ -Hinderlijk mixtape
- 07. Ze is zo... (met Leo en The Partysquad)
- 11. Onion
- 14. Baasis

### 2009

#### Macca Squad –Prawdziwa historia
- 02. Dri Dni
- 05. To Gowno (met Mr. Polska)

#### Losse nummers
- Digitzz - Coecoe
- Keizer - Laat maar zitten joh! (met Leo)
- Leo, Stepherd & Mr. Polska - Eine bangertie

### 2010

#### Negativ -Hinderlijker mixtape
- 06. Bomrush (met Jebroer en Mr. Polska)

#### Losse nummers
- Mr. Polska - Bizur (met Jebroer)
- Mr. Polska - Doe niet bang (met Stepherd en Kraantje Pappie)
- Jebroer - Wat is er met je
- Mr. Polska - Zoheet (met Jebroer, Leo en Digitzz)
- Stepherd - Ghetto
- Impact & Jebroer - Ik doe mijn best

### 2011

#### Nouveau Riche -Alziend oor
- 01. Vinger op de klitter (Mr. Polska)
- 02. Oeffer (Jebroer, Leo, Digitzz, Stepherd en Mr. Polska)
- 03. Warrior (Mr. Polska, Leo en Jebroer)
- 04. Pomp les volumes (Leo en Mr. Polska)
- 05. Pak je momentje (Mr. Polska, Digitzz, Stepherd en Leo)
- 06. Berghuis (Mr. Polska)
- 07. Vieze jochie (Stepherd en Mr. Polska)
- 08. Klappe van je vader (Mr. Polska, Jebroer, Leo, Stepherd en Digitzz)
- 09. Btje vliegen tog (Jebroer)
- 10. Oostblokleef (Mr. Polska)
- 11. Dlow (Digitzz)
- 12. Flitsend (Stepherd, Mr. Polska en Leo)
- 13. Superlichtje (Leo en Stepherd)
- 14. Electronische dierentuin (Mr. Polska, Ronnie Flex, Jebroer, Digitzz, Don de Baron en Leo)

#### Mr. Polska -De Boswachter EP
- 01. Intro - Boswachter Babbel
- 02. Boswachter
- 03. Opa de Jager - Blaas de Bosfluit
- 04. Young Sloeg - skit
- 05. Het Date Kanon - Heb je door (met Digitzz)
- 06. Wat een leventje (met Jebroer)
- 07. Poolse Situatie - skit
- 08. Gustav
- 09 Op de bankerte

#### Losse nummers
- Nouveau Riche - Slechtgaan
- Jebroer - Aso
- Jebroer - Van een andere moer
- Stepherd - Kippenhok

### 2012

#### Mr. Polska -Waardevolle gezelligheid
- 01. Intro
- 02. Bolle man
- 03. 1 miljoen vrienden
- 04. Jochie
- 05. Soldaatje (met Ronnie Flex)
- 06. Ogen zeggen ijs
- 07. In een kreukel (met Jebroer)
- 08. Sla de trollers
- 09. Onzekere glimlach
- 10. Reef teef
- 11. Leg een traantje (met Chagall)
- 12. Technologee (met De Rus)
- 13. Slonsje
- 14. Beetje denken (met Leo)
- 15. Outro
- 16. Uit me plaat (met Jebroer)
- 17. Nelson Mandela met je (met Ronnie Flex)
- 18. Allermooiste feestje (met Yellow Claw)

#### Losse nummers
- Yellow Claw - Allermooiste feestje (met Ronnie Flex en Mr. Polska)
- Yellow Claw - Krokobil (met Mr. Polska en Sjaak)
- Yellow Claw - Nooit meer slapen (met Ronnie Flex, MocroManiac en Jebroer)
- Jebroer - Herrie in me oor (met I Am Aïsha)
- Ronnie Flex - Geert Wildernis

### 2013

#### Ronnie Flex -Tankstation EP
- 01. Tankstation
- 02. 150 BPM
- 03. Combinaties
- 04. Nooit meer slapen (met Yellow Claw)

#### Jebroer -Broederschaps EP
- 01. Intro
- 02. Hooligan
- 03. Allemaal lichten (met Rich Cutillo)
- 04. Een mens
- 05. Omlaag
- 06. Pupilla
- 07. Broederschap

#### Boaz van de Beatz -Flontie Stacks EP
- 01. 99 Lights
- 02. Breakoe
- 03. Flontie Stacks pt. 1
- 04. Flontie Stacks pt. 2

#### Nouveau Riche -Alziend Oor II
- 01. Hausa wausa (Mr. Polska)
- 02. Anaconda (Stepherd)
- 03. Benzine (Kid de Blits)
- 04. Reefteef (Skinto)
- 05. Gat in de vloer (Stepherd en Skinto)
- 06. Generatie stampen (Mr. Polska)
- 07. I lof my body (Stepherd)
- 08. Uit de Noordzee (Kid de Blits)
- 09. Dangerous (NoizBoiz en Skinto)
- 10 ???! (Boaz van de Beatz)
- 11. Hooligan (Jebroer)
- 12. Vlammen (Mr. Polska)
- 13. Brommer (Jebroer)

#### Diplo -Revolution EP
- 03. Crown (met Mike Posner, Boaz van de Beatz en Riff Raff)
- 05. Revolution - Boaz van de Beatz Remix (met Faustix, Imanos en Kai)

#### Losse nummers
- Ronnie Flex - In een jet
- Ronnie Flex - Onder je lokken

### 2014

#### Amerildo de Krijger -Fresh Prince of Bolnes EP
- 02. Explosa
- 07. Zeldzaam (met Ronnie Flex)

#### Kid de Blits -Brief EP
- 01. Brief
- 02. Benzine

#### Ronnie Flex -Pocahontas EP
- 01. Pocahontas
- 02. Dagen on deck
- 03. Bomen in de brand (met Dion Mase)

#### Ronnie Flex -Zusje EP
- 01. Zusje (met Mr. Polska)
- 02. Draken in m'n cup
- 03. Wacht & Zeur (met Mafe)

#### Jebroer -Gouden tranen
- 01. Intro - Gouden tranen
- 02 Oude man
- 03. Broer
- 04. Deal met de rave (met Rich Cutillo)
- 05. Camouflage (met Nigel)
- 06. Op een dag
- 07. Beter nu (met Ronnie Flex)
- 08. We zijn daar (met Mafe)
- 09. Hoesten als bejaarden (met Mr. Polska, Skinto en Ronnie Flex)
- 10. Blow
- 11. Te diep

#### Stepherd & Skinto -Mooiboy fissa EP
- 01. Van de kaart
- 02. Killin' it
- 03. Mooiboy fissa
- 04. Black out

#### Ronnie Flex -De nacht is nog jong, net als wij voor altijd
- 01. Spaarpot (met Hef)
- 02. Regen in de tuin
- 03. Zusje (met Mr. Polska)
- 04. Op de maan staan
- 05. Snitchen is niet mijn lifestyle
- 06. De juiste plek (met Abira)
- 07. Ik wil het hebben (met Gers Pardoel)
- 08. Weiland eiland
- 09. Pocahontas
- 10. Ergens hier buiten (met Cartiez en Mafe)
- 11. Wat niet wat wel
- 12. Mooiste meisje van de klas (met Jebroer)
- 13. Ramp
- 14. Opstaan
- 15. In het donker

#### Gers Pardoel -De toekomst is van ons
- 10. #VFD

#### The Partysquad -Wake 'M Up EP
- 03. No Shots (met Boaz van de Beatz)

#### Major Lazer - Apocalypse Soon EP
- 01. Aerosol Can (met Pharrell Williams)
- 02. Come On To Me (met Sean Paul)

#### Losse nummers
- Kid de Blits - Val in je huis
- Ronnie Flex, Kid de Blits & Def Major - Ho's naar buiten
- Kid de Blits, Def Major & Ronnie Flex - Eeuwig dranken
- Ronnie Flex & Kid de Blits - In het veld

### 2015

#### Mr. Polska -$NOLLER
- 01. Respecteer mijn gezicht
- 02. Hallo welvaart (met Cartiez)
- 03. De libi
- 04. Ravotten (met Ronnie Flex)
- 05. Dekentje
- 06. 10K wolken (met Ronnie Flex)
- 07. Vibe
- 08. Wij falen soms (Mooie Dingen)
- 09. Discodochter (met Frans Duijts)
- 10. Ultra traan
- 11. Survivaltocht (met I Am Aïsha)
- 12. No Way Home (met Ronnie Flex)

#### Boaz van de Beatz -Horse Force EP
- 01. No Way Home (met Ronnie Flex en Mr. Polska)
- 02. Guappa (met Mr. Polska en Riff Raff)
- 03. Partymad (met Mr. Polska en Ronnie Flex)
- 04. Warrior (met Kalibwoy)
- 05. Serving (met Ronnie Flex)

#### Major Lazer -Peace Is the Mission
- 07. Roll the Bass
- 09. All My Love - Remix (met Ariana Grande en Machel Montano)

#### Madonna -Rebel Heart
- 06. Bitch I'm Madonna (met Nicki Minaj)

#### Losse nummers
- Diplo - Set Me Free (met LIZ)
- Jebroer - Goud (met Anouk Hendriks)
- Ronnie Flex & Mr. Polska - Niemand
- LNY TNZ & Boaz van de Beatz - Ravelord (met Mr. Polska en Kalibwoy)
- Mr. Polska - Bazooka
- Boaz & Abel - Hoover
- Ronnie Flex - Wij zijn altijd

### 2016

#### OWSLA Worldwide Broadcoast
- 06. Flippo (Boaz van de Beatz)

#### Jebroer -ELF11
- 02. Bruh (met Boaz van de Beatz)

#### Le Boy -Up & Boss EP
- 01. Mami Chupa (met Boaz van de Beatz)

#### The Weeknd -Starboy
- 15. Nothing Without You

#### Black M -Éternel Insatisfait
- 06. Fais-Moi Rêver

#### Wild Belle -Dreamland
- 10. Our Love Will Survive

#### Losse nummers
- Mr. Polska - Move Up (Lost Gravity)
- Mr. Polska & Teske - Samen
- Junglebae - Backwardz
- Junglebae - Hit Em
- Junglebae - Nothing
- Rät N FriKk & Boaz van de Beatz - Surviving (met Skinto)
- Rät N FriKk & Boaz van de Beatz - The Right Side
- David Guetta - Light My Body Up (met Nicki Minaj en Lil' Wayne)

### 2017

#### Ronnie Flex -Rémi
- 01. In de armen van een engel (met Jonna Fraser en Brace)
- 02. Spook
- 03. BF (met KM en Abira)
- 04. Jouw seizoen (met Jonna Fraser)
- 05. In mijn bed
- 06. Volg me (met Mr. Polska en Lil' Kleine)
- 07. Dichterbij me (met Murda, Abira, Def Major en Jiri11)
- 08. Opgekomen (met Sean Alias)
- 09. Energie (met Frenna)
- 10. Is dit over (met Tabitha)
- 11. Come again (met Boef)
- 12. Achteruit
- 13. Plek als dit
- 14. Red me (met Tabitha)
- 15. Jij/mij

#### Boef -Slaaptekort
- 09. Speciaal (met Ronnie Flex)

#### Starrah & Diplo
- 05. Imperfections

#### Major Lazer- Know No Better EP
- 02. Buscando Huellas (met J Balvin en Sean Paul)
- 05. Sua Cara (met Anitta en Pabllo Vittar)

#### Vlien Boy -Grey God EP
- 01. Boomerang (met Boaz van de Beatz en Mr. Polska)

#### Mandy Jiroux -From The Heart EP
- 02. Make My Heart Go (met Mr. Polska)

#### LNY TNZ -Fvck Genres, Vol. 2
- 03. The Hardest (met Boaz van de Beatz)

#### Losse nummers
- Diplo - BANKROLL (met Justin Bieber, Rich the Kid en Young Thug)
- Boaz van de Beatz & Mr. Polska - Chu chu clap (met G-Buck)
- Eva Simons - Guaya
- Kalibwoy - Getaway
- Trobi - In the Studio (met Junglebae)
- Trobi & Boaz van de Beatz - U Don't Know (met ÂDÏKA en Kalibwoy)

### 2018

#### Ronnie Flex -NORI
- 01. Saus (met Winne)
- 03. Kan niet kiezen
- 05. 100
- 10. Geekin'

#### DJ DYLVN -Chase EP
- 06. Je weet maar nooit (met Caza, Ronnie Flex, Quessswho en Jayh)

#### Willem -Man in nood
- 09. Wilde paarden

#### Diplo -California EP
- 01. Worry No More (met Lil Yachty en Santigold)
- 04. Wish (met Trippie Redd)
- 05. Color Blind (met Lil Xan)

#### Sean Paul -Mad Love: The Prequel
- 05. Tip Pon It (met Major Lazer)

#### David Guetta -7
- 05. Say My Name (met J Balvin en Bebe Rexha)
- 07. I'm That Bitch (met Saweetie)
- 13. Para Que Te Quedes (met J Balvin)

#### Thomas Azier -Stray
- 09. White Horses

#### RL Grime -Nova
- 06. OMG (met Joji en Chief Keef)

#### Famous Dex -Dex Meets Dexter
- 14. Champion (met Diplo)

#### Losse nummers
- Ronnie Flex & BLØF - Omarm me
- AMY MIYÚ & Rochelle - All Good
- RAiK - Pirate
- Eva Simos - The One
- Amerildo de Krijger, Cartiez en Kid de Blits - YNG NGA (met ROLLÀN en Willie Wartaal)

### 2019

#### LSD -Labrinth, Sia en Diplo Present LSD
- 06. Mountains

#### Losse nummers
- Major Lazer & Anitta - Make It Hot
- Eva Simons  - Like That
- Dudu Faruk - King of the Summer (Hebreeuws: מלך הקיץ)
- Mystic - Boo! (met Leafs)
- AMY MIYÚ - Tempo

### 2020

#### Ronnie Flex -Wat ik echt voel
- 00. Heimwee
- 00. Arcade

#### Boaz van de Beatz -Shefa
- 01. Roby
- 02. Bury Me (Pt. 1)
- 03. Gusta
- 04. Outside (met Aryay)
- 05. Spacegirl (met Firechild en Ben Belial)
- 06. Kataloni (met Ben Belial)
- 07. Tenshi (met Sadclaw)
- 08. Window (met Sadclaw)
- 09. Marsei
- 10. Road Sometimes (met RAiK en Gin DaRoca)
- 11. Bury Me (Pt. 2)
- 12. Zoinks (met Ben Belial)

#### KOHH -worst
- 02. Sappy

#### Losse nummers
- Eva Simons - Blessing
- Dudu Faruk - Perkaga

### 2021

#### Major Lazer -Music Is the Weapon (Reloaded)
- 01. Titans (met Labrinth, Sia en Diplo)

#### Losse nummers
- Eva Simons - BEBE
- Tommy Cash - Zuccenberg (met $UICIDEBOY$ en Diplo)
- Eva Simons - BAILA